# Аль-Хусари, Махмуд Халиль
Шейх Махму́д Хали́ль аль-Ху́сари (араб. الشَّيْخ مَحْمُود خَلِيل الْحُصَرِي‎; 17 сентября 1917, деревня Шибра-ан-Намля, Султанат Египет — 24 ноября 1980, Арабская Республика Египет) — египетский чтец Корана. Один из самых известных чтецов Корана XX века. Широко известен своим эталонным чтением Корана.

## Биография
Махмуд Халиль аль-Хусари родился 17 сентября 1917 года в деревне Шибра-ан-Намля, Султанат Египет. 
Аль-Хусари выучил наизусть весь Коран к восьми годам и начал читать его на публичных собраниях в возрасте 12 лет. В 1944 году Аль-Хусари победил в конкурсе по чтению Корана на Египетском радио, в котором приняли участие около 200 человек, включая таких чтецов Корана, как Мухаммад Рифат. 
Умел читать Коран на 10 кираатах, которые выучил в аль-Азхаре. Получил диплом по направлению «Гулум аль-Куран» и поэтому же направлению стал преподавать Коран.
Он был первым человеком, который сделал свою аудиозапись чтения Корана в 1961 году с кираатом от Хафс от Асыма и египетское радио Корана транслировало исключительно его чтение в течение примерно 10 лет.
В 1954 году правительство Саудовской Аравии пригласило его в Мекку для открытия электричества, а в 1960 году он стал первым кораническим послом, посетившим мусульман в Индии и Пакистане и выступившим на первой исламской конференции в Индии.
В 1968 году Махмуд Халил аль-Хусари стал главой Союза египетских читателей, где он в 1970 году записал знаменитые египетские аудиозаписи Корана вместе с другими чтецами Корана, включая Мустафу Исмаила, Абдуль-Басита Абдус-Самада и Махмуда Али аль-Банну.